# Речное русло

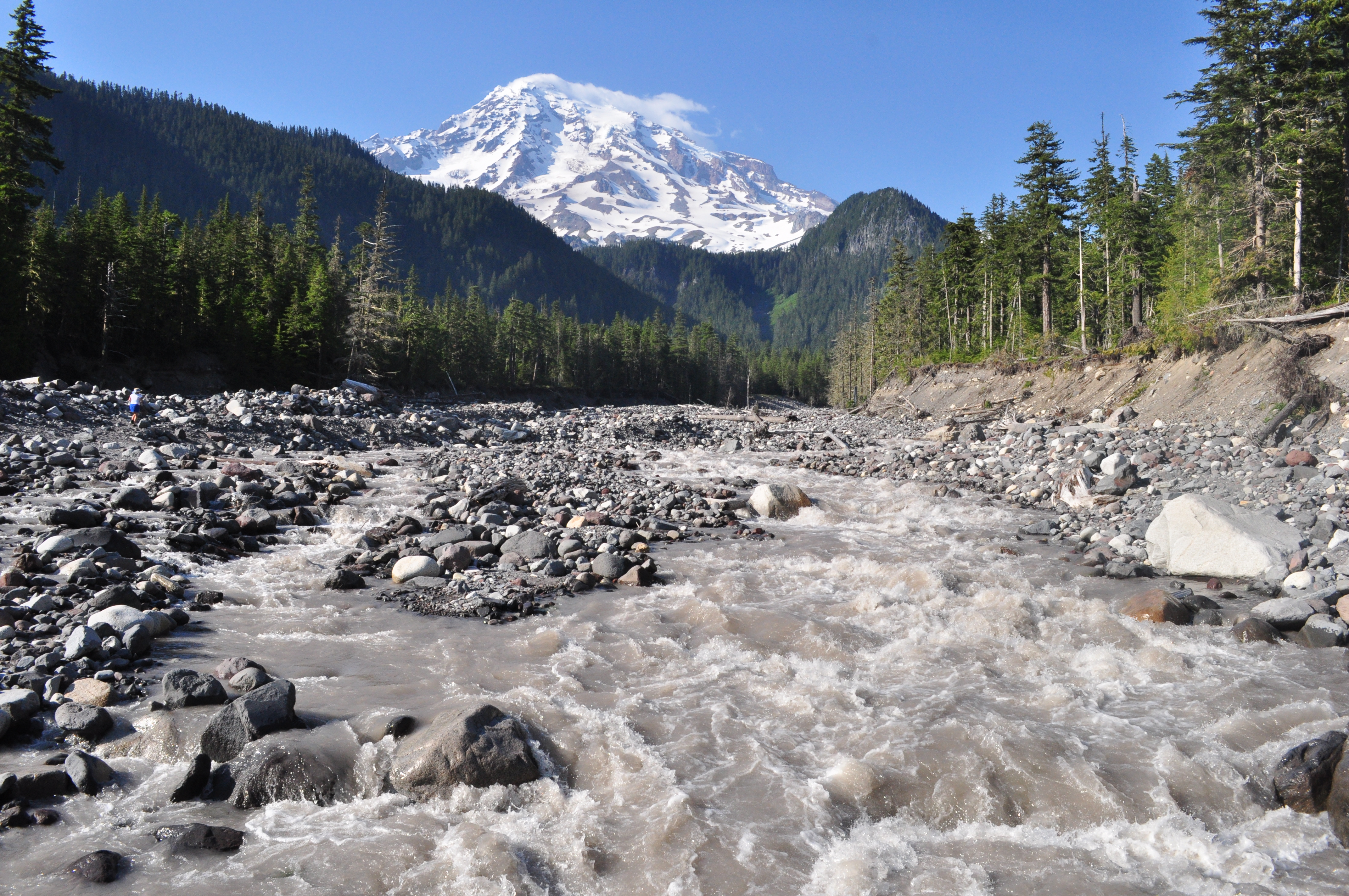
Русло горной реки

Ру́сло — наиболее пониженная часть долины, выработанная потоком воды, по которой перемещается основная часть донных наносов и сток воды в межень.
Существуют различные типы речных русел и соответствующие им типы русловых процессов.

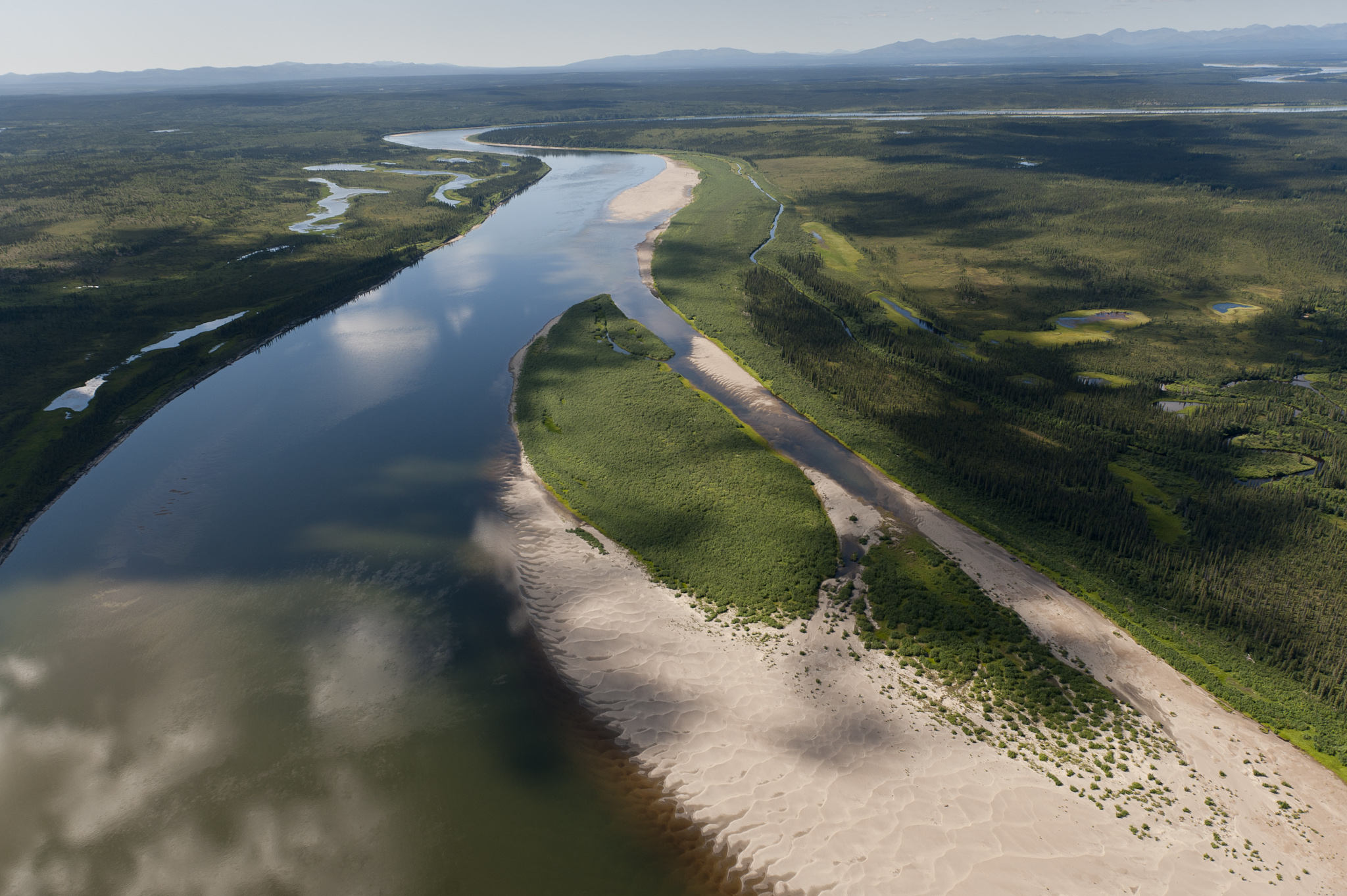
Русло равнинной реки

Главное русло — часть речного русла, в котором сосредоточена бо́льшая часть речного потока.
Русла больших рек имеют ширину от нескольких метров до десятков километров (например, в низовьях Оби, Лены, Амазонки), при этом возрастание глубины русла по мере увеличения размеров реки происходит медленнее, чем увеличение ширины. По длине русла глубокие места (плёсы) чередуются с мелкими (перекатами). Русла равнинных рек обычно извилистые или разделены на рукава, сформированы в илистых, песчаных или гравелистых отложениях. Русла горных рек более прямые, часто с наличием порогов и водопадов, обычно загромождены огромными валунами.

## Русла различных течений реки
1. Верхнее течение — река стекает с наиболее крутых в её бассейне склонов, скорость течения велика и река энергично размывает и углубляет русло.
2. Среднее течение — уклон русла и скорость течения реки уменьшаются, разрушительная работа реки уменьшается.
3. Нижнее течение — переносимые рекой песок и ил откладываются в русле.

## Дополнительно

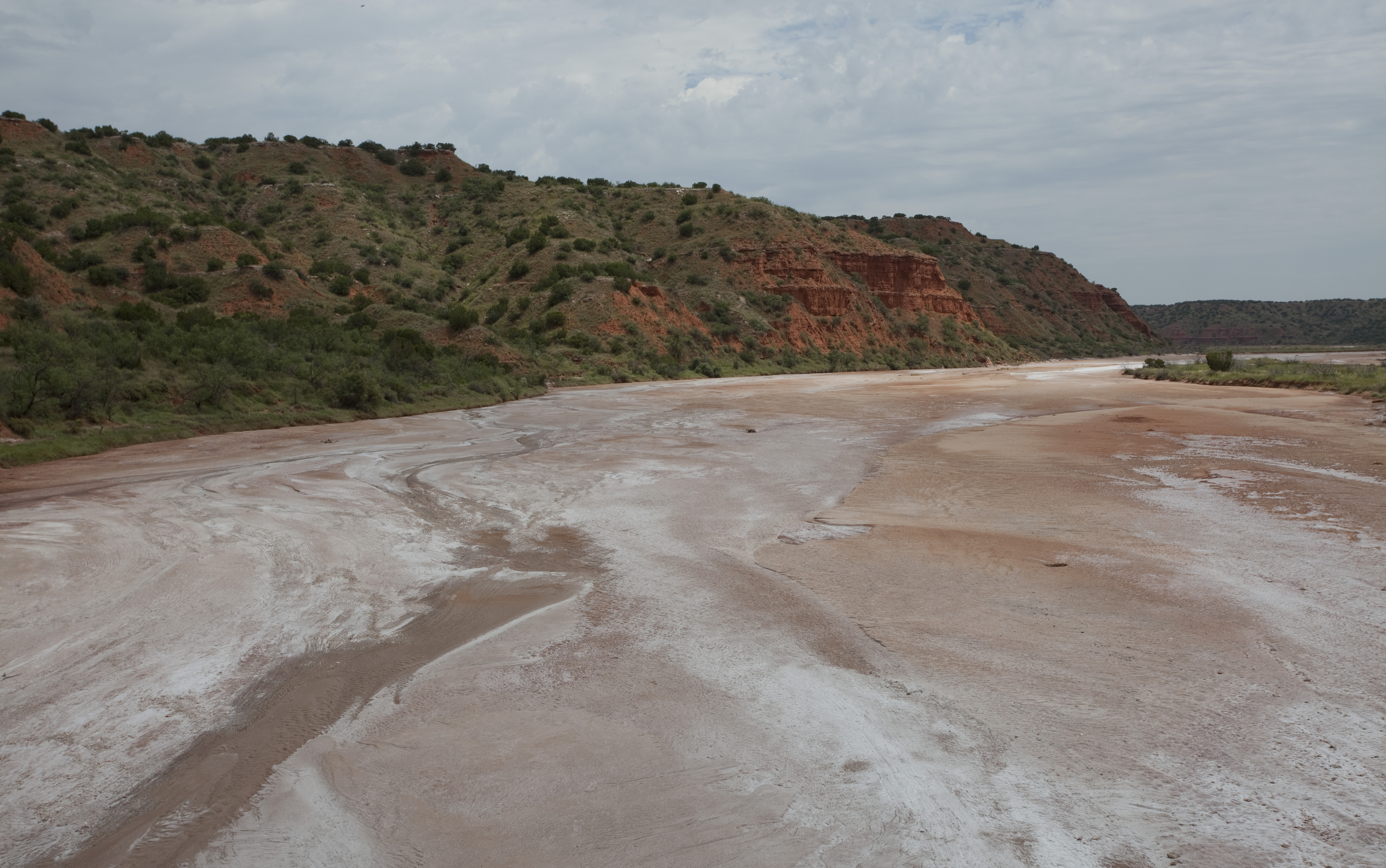
Песчаное русло пересыхающей реки в Техасе, США

Когда уровень воды в реке понижается, гряды могут выступать из неё в виде островов, разбросанных по всей ширине русла и отделённых от берегов протоками или рукавами. Так образуется многорукавное русло.
Фарватер — часть русла, достаточно глубокая и безопасная для прохода судов по реке.
Блуждающие русла — русла, смещающие в течение суток или часов своё направление из-за легко размываемого грунта (песок, лёсс).